# Gjermund Bråten
Gjermund Bråten (ur. 23 października 1990 w Torpo) – norweski snowboardzista. Jak dotąd nie startował na igrzyskach olimpijskich. Jego najlepszym wynikiem na mistrzostwach świata w snowboardzie było 27. miejsce w Big Air na mistrzostwach w Kangwŏn. Najlepsze wyniki w Pucharze Świata w snowboardzie osiągnął w sezonie 2009/2010, kiedy to zajął 37. miejsce w klasyfikacji generalnej, a w klasyfikacji Big Air był piąty.

## Sukcesy

### Mistrzostwa Świata
| Miejsce | Dzień       | Rok  | Miejscowość | Konkurencja | Zwycięzca    |
| ------- | ----------- | ---- | ----------- | ----------- | ------------ |
| 56.     | 23 stycznia | 2009 | Kangwŏn     | Halfpipe    | Ryō Aono     |
| 27.     | 24 stycznia | 2009 | Kangwŏn     | Big Air     | Markku Koski |

### Puchar Świata

#### Miejsca w klasyfikacji generalnej
- 2007/2008 – 67.
- 2008/2009 – 146.
- 2009/2010 – 37.

#### Miejsca na podium
1. Valmalenco – 14 marca 2008 (Big Air) – 2. miejsce
2. Barcelona – 7 listopada 2009 (Big Air) – 3. miejsce
3. Sztokholm – 21 listopada 2009 (Big Air) – 3. miejsce